# Гирс, Александр Константинович
Александр Константинович Гирс (8 (20) ноября 1859 — 1 (14) марта 1917) — русский военный моряк, генерал-майор по Адмиралтейству (25 марта 1912 года). Офицер Гвардейского экипажа. Участник военных действий в Китае 1900—1901 годов.

## Биография
Сын контр-адмирала Гирса К. А.. Брат вице-адмирала В. К. Гирса.
Из дворян Санкт-Петербургской губернии. С 15 сентября 1875 года воспитанник Морского Училища. 1 мая 1879 года — гардемарин (Приказ ЕИВ генерал-адмирала № 38).
15 мая 1879 года назначен в 1-й флотский экипаж. Плавание на яхте «Штандарт» (22 мая — 1 сентября 1879 года).
9 сентября 1879 года прикомандирован к Гвардейскому экипажу. 30 августа 1880 года — мичман (ВП по МВ № 1435). Заграничное плавание на фрегате «Светлана» (26 мая 1880 — 28 августа 1882 годов; с 16 июня 1882 года — вахтенный начальник).
2 февраля 1881 года переведен в Гвардейский экипаж. Заграничное плавание на клипере «Стрелок» (12 июня 1883 — 15 июля 1885 годов; ротный командир и вахтенный начальник) 1 января 1885 года — лейтенант (ВП № 209). Старший штурманский офицер Императорской яхты «Марево» (10 мая — 9 октября 1886 года) и в плавании на яхте «Держава» (4 мая — 17 октября 1887 года). 16 мая — 16 августа 1888 года — вахтенным начальником на фрегате «Светлана» в отряде судов Морского училища. 18 августа — 21 сентября 1888 года временно командующий сводной ротой нижних чинов Гвардейского экипажа. С 21 марта 1889 года — врид. экипажного адъютанта и одновременно командир музыкантской и писарской команд с 8 марта 1889 года. В обеих должностях до 23 апреля 1899 года. 18 мая — 14 сентября 1889 года — заграничное плавание на яхте «Держава». 15 мая — 15 сентября 1890 года — вахтенный начальник яхты «Держава».
Заведующий катером Государя Императора «Бунчукъ» с 17 января 1891 года и одновременно врид. флаг-офицера при флаг-капитане Его Величества.
Назначен вахтенным начальником и командующим 1-й ротой на императорской яхте «Полярная звезда» (19 сентября 1894). 28 марта — 28 мая 1896 года — адъютант 3-го сводного полка на коронации в Москве.
8 февраля 1897 года назначен старшим офицером яхты «Стрела» (временно командовал 7 декабря 1899 — 5 января 1900 годов; одновременно с 28 августа 1898 года заведующий катерами Императорской Фамилии). 18 апреля 1899 года — капитан 2-го ранга за отличие по службе. 10 июня 1899 года — председатель экипажного суда ГЭ.
21 сентября 1900 года назначен командиром миноносца «Сом» (вступил в командование 24 сентября). Участник перехода на Тихий Океан и Китайской компании. 21 мая 1901 года — отчислен и возвращен в Гвардейский экипаж.
Командовал яхтой «Стрела» (1902—1907), крейсерами «Диана» (1907), «Олег» (1907—1908).
Командир 2-го Балтийского флотского экипажа (3 января 1911 года). С 1913 года — командир 1-го Балтийского флотского экипажа.
Переведен из Адмиралтейства во флот (8 апреля 1913 года).
Убит толпой матросов экипажа 1 марта (28 февраля) 1917 года в квартире на Петроградской стороне во время событий Февральской революции. Погребен на кладбище Александро-Невской Лавры.

## Семья
Женат 1-м браком на дочери умершего генерал-лейтенанта фон Мейер, девице Ядвиге Карловне.
Имел 4 детей:
- сына Евгения 16.12.1891 г.р.
- дочь Ксению 13.10.1893 г.р.
- сына Дмитрия 10.10.1897 г.р.
- дочь Наталию 1.11.1902 г.р.

## Послужной список
- 1.5.1879 — по экзамену произведен в гардемарины.
- 30.8.1880 — за выслугу лет и по экзамену произведен в мичмана.
- 1.1.1885 — произведен в лейтенанты.
- 18.4.1899 — за отличие по службе произведен в капитаны 2-го ранга.
- 12.4.1906 — произведен в капитаны 1 ранга с оставлением в должности в Гвардейском экипаже.
- 25.3.1912 — произведен в генерал-майоры с зачислением по Адмиралтейству.

## Награды
- 17.6.1889 — пожалован персидским орденом Льва и Солнца 4-й степени.
- Пожалован орденом Святого Станислава 3-й степени
- 1.6.1891 — пожалован Его Высочеством королём Датским орденом Данеброг 3-й степени. Разрешено принять и носить турецкий орден Меджидие 3-й степени.
- 3.6.1889 — пожалован Его Высочеством князем Черногории орденом князя Даниила I 4-й степени.
- 28.3.1892 — награждён орденом Святой Анны 3-й степени.
- 6.12.1895 — награждён орденом Святого Станислава 2-й степени.
- 23.10.1895 — разрешено принять и носить греческий орден Спасителя офицерского креста.
- 21.10.1896 — пожалован Саксен-Кобург-Готским орденом Саксен-Эрнестинского дома командорского креста 2-го класса.
- 8.9.1897 — высочайше разрешено принять и носить французский орден Почётного Легиона кавалерского креста
- 20.5.1902 — пожалован французским орденом Академических пальм степени офицера народного просвещения (officier de l’Instruction publique).
- 5.4.1903 — награждён орденом Святой Анны 2-й степени.
- 3.8.1903 — разрешено принять и носить мекленбург-шверинский орден Грифона почётного креста.
- 22.9.1904 — пожалован орденом Святого Владимира 4-й степени с бантом за выслугу 25 лет в офицерских чинах и совершение 8 шестимесячных кампаний.
- 9.8.1905 — высочайше разрешено принять и носить прусский орден Короны 2-й степени.
- 14.4.1913 — пожалован орденом Святого Станислава 1-й степени.
- 13.10.1908 — высочайше разрешено принять и носить французский орден Почётного Легиона офицерского креста.